# Nemoura sahlbergi
Nemoura sahlbergi is een steenvlieg uit de familie beeksteenvliegen (Nemouridae). De wetenschappelijke naam van de soort is voor het eerst geldig gepubliceerd in 1896 door Morton.